# Franz Joseph Fix

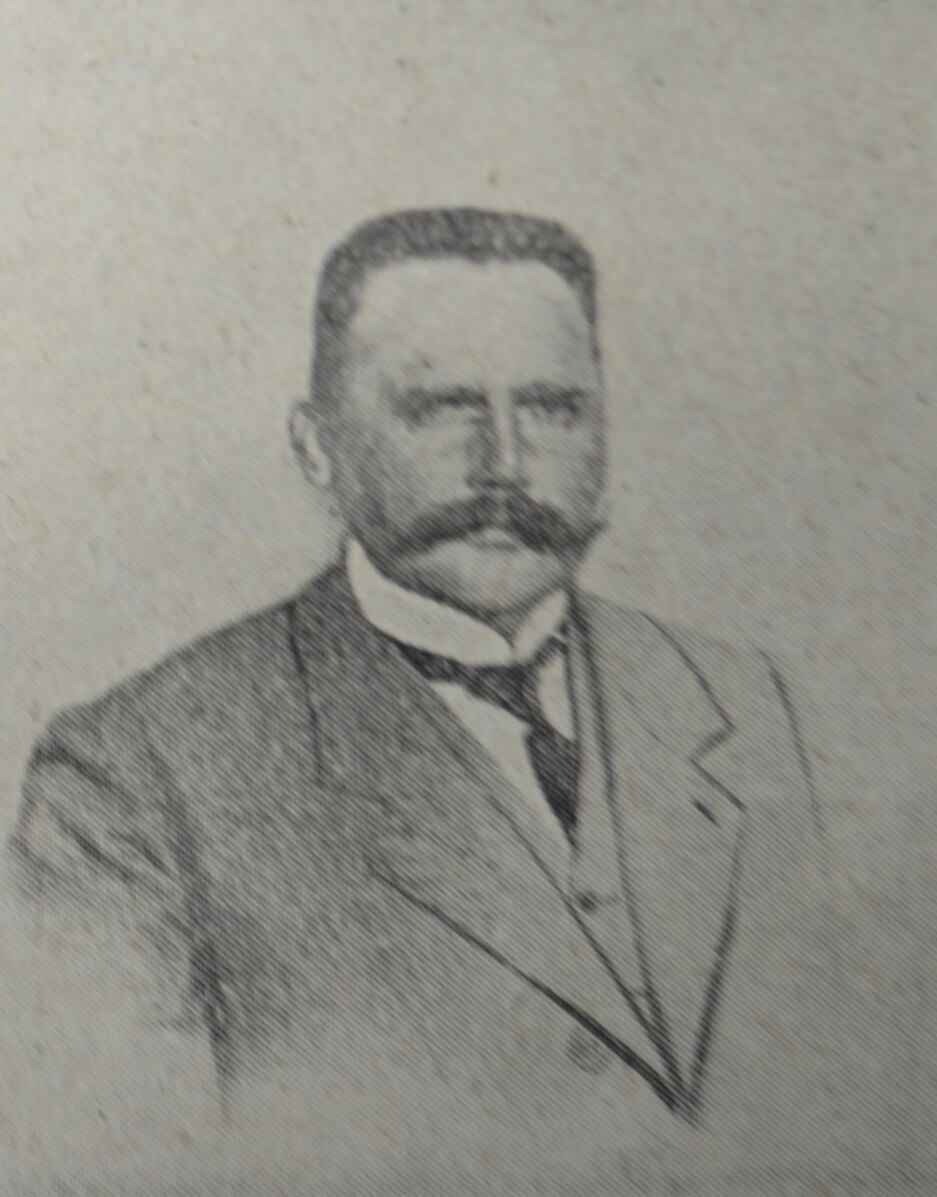
Franz Joseph Fix, 1911

Franz Joseph Fix (* 3. März 1871 in Post-Quatzenheim; † 7. Februar 1943 ebenda) war ein elsässischer Landwirt, Bürgermeister und Mitglied der zweiten Kammer des Landtags des Reichslandes Elsaß-Lothringen.
Franz Joseph Fix war der Sohn des Kreistagsabgeordneten und Bürgermeisters in Dossenheim Antoine Fix (30. Mai 1838 – 30. Juli 1879) und dessen Frau Madelaine geborene Dossmann (1845–1903). Er heiratete am 9. Juni 1903 in Ammerschwihr Jeane geborene Heinrich (1882–1968).
Franz Joseph Fix, der katholischer Konfession war, besuchte die Volksschule und das bischöfliche Gymnasium in Straßburg bis zur Obersekunda und diente als Einjährig-Freiwilliger. 1892 übernahm er seinen großen landwirtschaftlichen Betrieb und lebte als Landwirt in Dossenheim.
Dort war er seit 1896 Gemeinderat und seit 1900 Bürgermeister. Er war Vorstandsmitglied des landwirtschaftlichen Kantonal- und Kreisvereins und Präsident des Versicherungsvereins gegen frevelhafte Beschädigung der Obstbäume.
Bei der ersten (und einzigen) Wahl zum Landtag trat er im Wahlkreis Truchtersheim-Hochfelden als unabhängiger Kandidat an. Im Ersten Wahlgang wurden im Wahlkreis von den 7.984 Stimmberechtigten 6.739 Stimmen abgegeben. Auf den Zentrumskandidaten Dr. Will entfielen 2.101, auf den liberalen Kandidaten Urban 1.438, den unabhängigen Kandidaten Dr. Jaeger 1.028 und den Sozialdemokraten Fischer 770 Stimmen.
Im zweiten Wahlgang, trat Franz Joseph Fix anstelle von Will an und erhielt 3.423 von 7.231 Stimmen. Urban (2.675 Stimmen) und Dr Jaeger (1.023 Stimmen) kamen auf Platz 2 und 3. Franz Joseph Fix gehörte dem Landtag bis 1918 an. Er trat als Hospitant der Fraktion des Zentrums bei.
Nach dem Ersten Weltkrieg wurde er Vizepräsident der Zentralmolkerei Straßburg, der Banque Fédérative und des Wasserwerkes von Kochersberg (1924–1941).
Er wurde als Ritter der Ehrenlegion ausgezeichnet.